# Vespola plumipes
Vespola plumipes är en fjärilsart som beskrevs av William Schaus 1912. Vespola plumipes ingår i släktet Vespola och familjen nattflyn. Inga underarter finns listade i Catalogue of Life.